# 첼류스킨곶

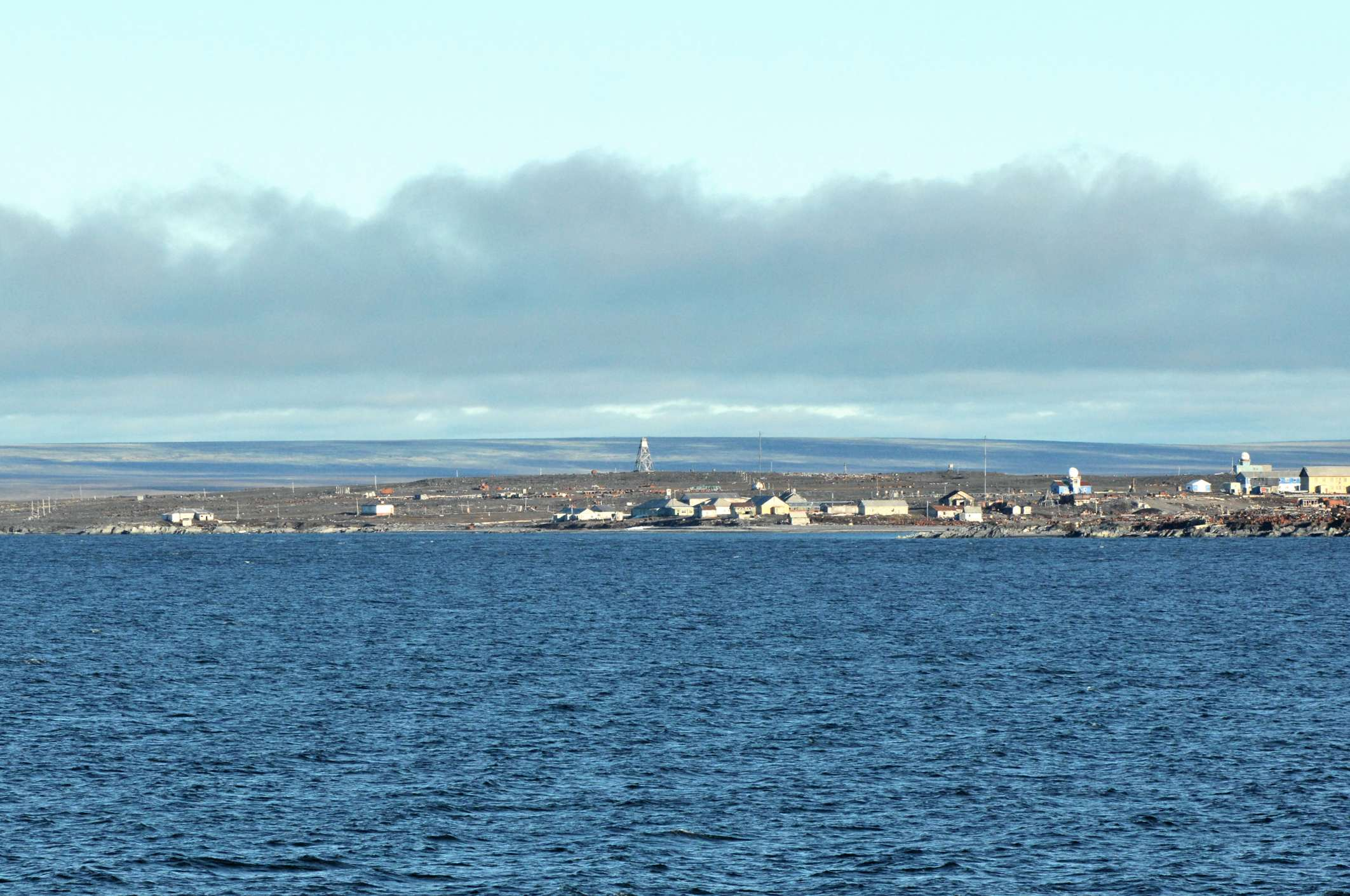

첼류스킨곶(러시아어: мыс Челюскина)은 시베리아 북부, 북극해에 돌출한 타이미르반도의 북단의 곶이다. 유라시아 대륙의 최북단이며, 지구상 대륙의 최북단이기도 하다.